# فراسائورتس

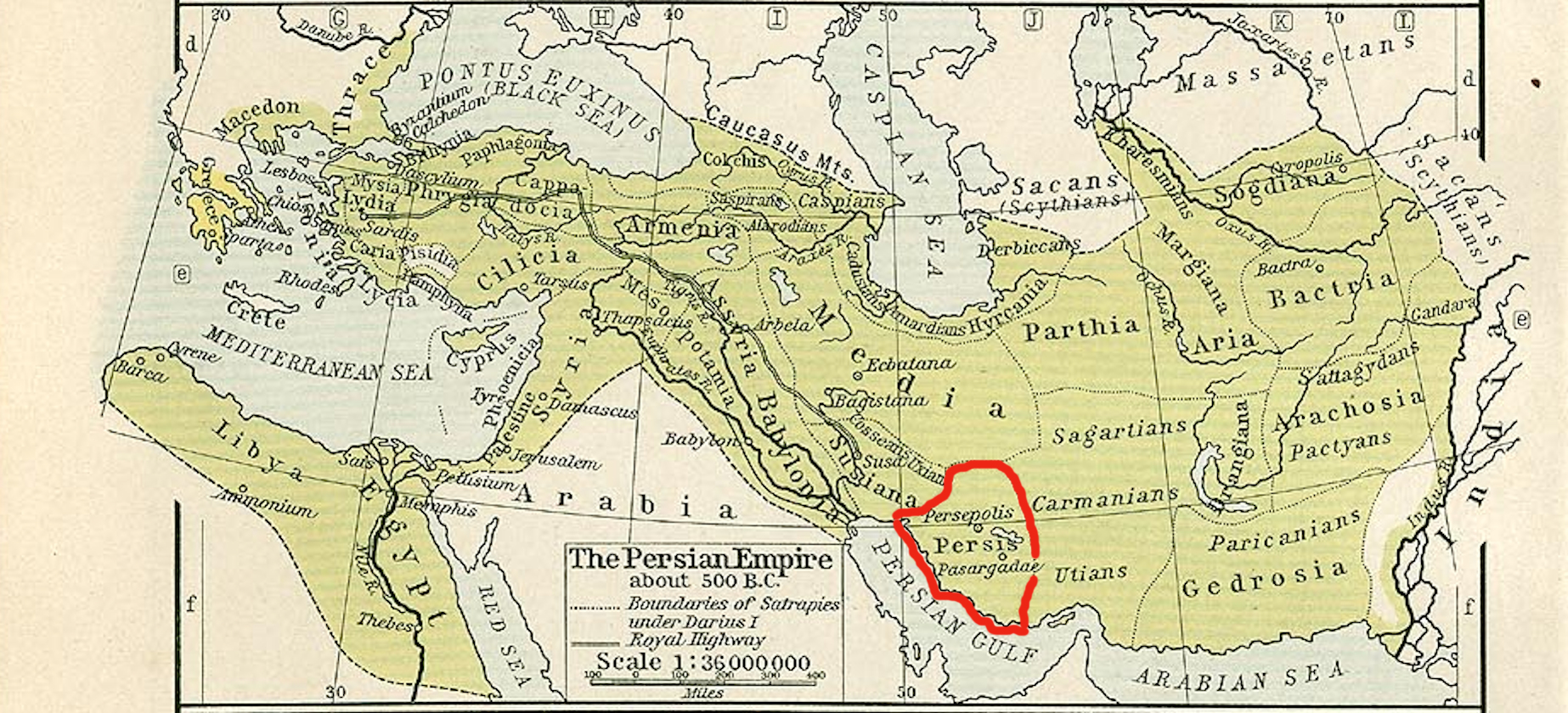
فراسائورتس ساتراپ پارس در دوره اسکندر بود

فراسائورتس ساتراپ ایرانی پارس در زمان اسکندر مقدونی از حدود ۳۳۰ پیش از میلاد بود. او پسر رئومیترس سردار داریوش سوم بود که در نبرد ایسوس کشته شد. او جانشین آریوبرزن بود که در نبرد دربند پارس با اسکندر کشته شده بود.
فراسائورتس پیش از ۳۲۴ پیش از میلاد و بازگشت اسکندر از مصر درگذشت. پس از او اوکسینس، یک نجیب‌زاده ایرانی، بدون اجازه اسکندر برای به چالش کشیدن قدرت او فرمانروای پارس شد. اسکندر اوکسینس را اعدام و پوکستاس را جانشین او کرد.